# Parque nacional de Jebel Mghilla
El Parque nacional de Jebel Mghilla es un parque nacional en Túnez ubicado en las gobernaciones de Kasserine (delegaciones de Sbiba y Sbeïtla ) y Sidi Bouzid (delegaciones de Jilma y Cebbala Ouled Asker ).
Este parque, de 162,49 km2, fue creado el 29 de marzo de 2010 en torno a la montaña de Jebel Mghila, de 1320 m. Es administrado por el Ministerio de Agricultura.

## Topografía y flora
La montaña se presenta como un anticlinal orientado de nordeste a sudoeste que forma parte de la dorsal tunecina . La precipitación anual es de alrededor de 450 a 500 mm en la cima y de 350 a 400 mm en las laderas, con un verano casi completamente seco.
La parte más alta, a 1250 m, presenta un bosque intacto, formado principalmente por encinas Quercus ilex rotundifolia . Las laderas están cubiertas de bosques y matorrales con presencia de pino carrasco (Pinus halepensis), enebro de Fenicia (Juniperus phoenicea) y enebro de Cade (Juniperus oxycedrus oxycedrus), mientras que la parte baja de la montaña, a unos 500 m  sobre el nivel del mar, está cubierta de esparto (Stipa tenacissima) y la llanura circundante, más degradada por la actividad humana, está sembrada de cactus.
El parque se crea en gran parte para preservar lo que queda en las laderas de alcornoques, madroños (Arbutus unedo), brezales ( Erica arborea) y arrayanes ( Myrtus communis) y la rica fauna que albergan.

## Fauna silvestre
El parque alberga una fauna diversa que incluye gineta, mangosta, culebra de Montpellier, búho real , verderón, cuervo, ruiseñor, busardo moro, puercoespín, mochuelo, cernícalo, hiena rayada, águila perdicera y águila real, chacal, zorro rojo, jabalí, erizo, tortuga terrestre, perdiz, paloma, jilguero, codorniz y paloma bravía.
El parque contiene cuevas, por ejemplo en Sdir Hajlaet y Kef Halloufa, uadis y varios pozos de agua, lo que lo convierte en un hábitat adecuado para diferentes tipos de murciélagos. Un estudio destacó once tipos diferentes presentes en el sitio.

## Paleontología
La parte norte del parque se encuentra en el borde de la falla de Sbiba. La región está bien situada para estudiar el período de transición entre la edad geológica del Albiense y la del Cenomaniense . Como resultado, el parque es rico en fósiles, con 22 especies diferentes de ammonites, correspondientes a diferentes periodos geológicos de esta transición, además de los únicos restos de una serpiente marina ( Elasmosaurus ) descubiertos en una capa estratigráfica del periodo Albiense, que también pasa a ser el primer plesiosaurio descubierto en Túnez.

## Zona de amortiguamiento militar y operaciones yihadistas
Gran parte del parque está incluido en una zona militar cerrada al público. En 2015, el grupo Jound al-Khalifa, aliado de las organizaciones terroristas Al-Qaeda, luego Estado Islámico se refugió en la montaña y operó en la región, El grupo está acusado de haber causado directamente la muerte de seis soldados durante los enfrentamientos (incluidos cuatro muertos y nueve heridos el 7 de abril de 2015; un muerto el 16 de noviembre del mismo año y 5 en noviembre de 2016) , así como dos pastores locales, los hermanos Mabrouk y Khelifa Soltani, que fueron secuestrados y luego decapitados con un año de diferencia. Los miembros del grupo fueron capturados o eliminados, durante operativos de búsqueda en 2018 y luego, tras las últimas tensiones residuales, en 2020 y 2021.
El parque sufrió incendios durante los enfrentamientos entre yihadistas y militares, particularmente en 2017. La zona minada por los yihadistas sigue lesionando a soldados (en 2015, 2017, 2018, 2020 y 2021, ) y civiles, cuando los habitantes acuden a recolectar esparto, madera o pastan sus rebaños (en 2018, 2021 y 2023 ).